# Jamie Riddle
Jamie Riddle (2000) es un deportista sudafricano que compite en triatlón. Ganó seis medallas en el Campeonato Africano de Triatlón entre los años 2019 y 2023.

## Palmarés internacional
| Campeonato Africano | Campeonato Africano     | Campeonato Africano | Campeonato Africano |
| Año                 | Lugar                   | Medalla             | Prueba              |
| ------------------- | ----------------------- | ------------------- | ------------------- |
| 2019                | Shandrani (Mauricio)    | Medalla de oro      | Relevo mixto        |
| 2021                | Sharm el-Sheij (Egipto) | Medalla de plata    | Individual          |
| 2022                | Agadir (Marruecos)      | Medalla de oro      | Relevo mixto        |
| 2022                | Agadir (Marruecos)      | Medalla de plata    | Individual          |
| 2023                | Hurgada (Egipto)        | Medalla de oro      | Individual          |
| 2023                | Hurgada (Egipto)        | Medalla de oro      | Relevo mixto        |